# Syndrom sztokholmski
Syndrom sztokholmski – stan psychiczny, który pojawia się u ofiar porwania lub u zakładników, wyrażający się odczuwaniem sympatii i solidarności z osobami je przetrzymującymi. Może osiągnąć taki stopień, że osoby więzione pomagają swoim prześladowcom w osiągnięciu ich celów lub w ucieczce przed policją.
Syndrom ten jest skutkiem psychologicznych reakcji na silny stres oraz rezultatem podejmowanych przez porwanych prób zwrócenia się do prześladowców i wywołania u nich współczucia.

## Termin
Nazwa syndromu wiąże się z napadem na Kreditbanken w Sztokholmie. Termin został użyty przez szwedzkiego kryminologa i psychologa, Nilsa Bejerota, który współpracował z policją podczas napadu i przedstawił swoje obserwacje dziennikarzom. Pojęcie wkrótce przyjęło się wśród psychologów na całym świecie.

## Napad na Kreditbanken

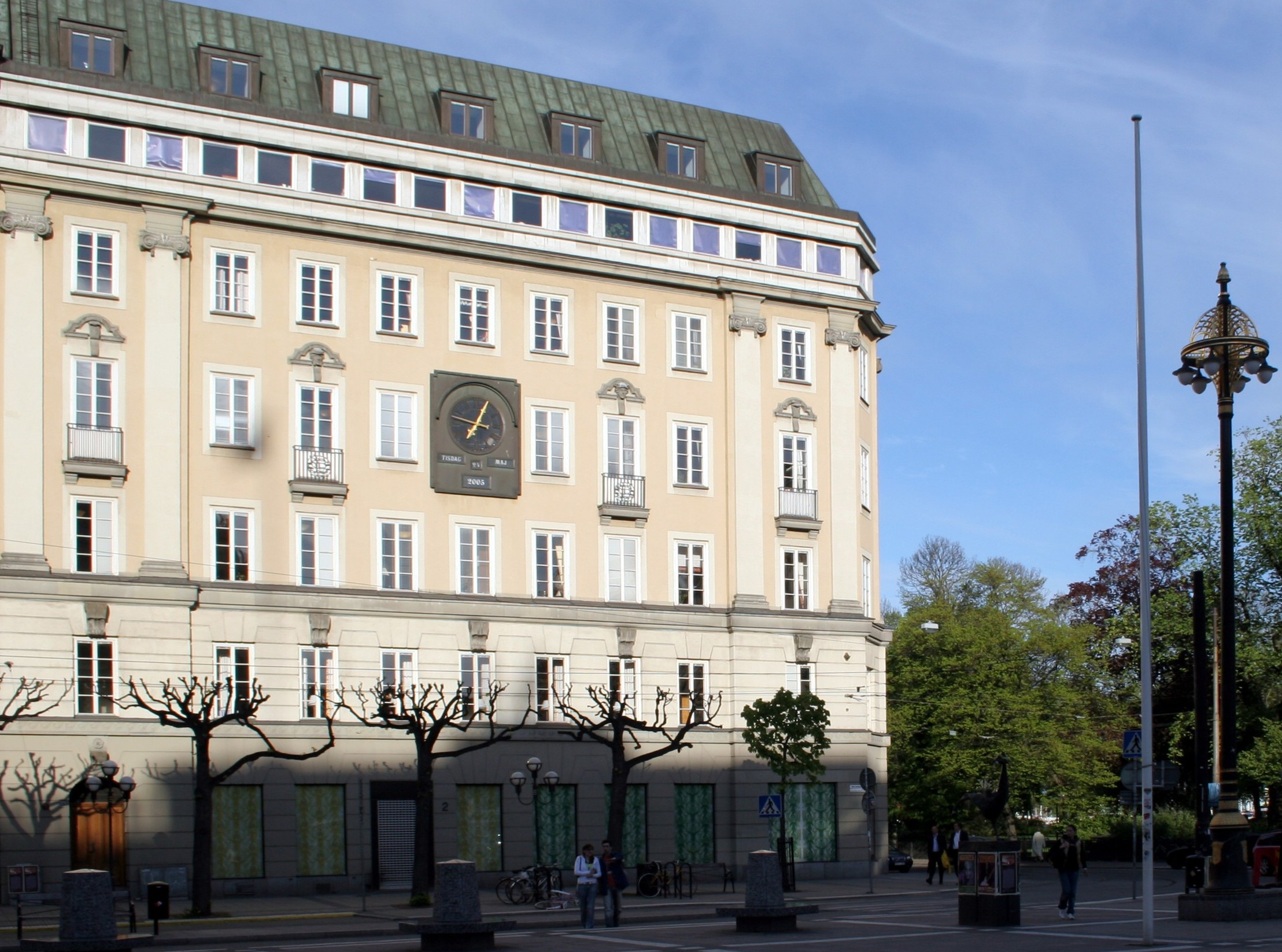
Kreditbanken przy Norrmalmstorg

Podczas napadu na Kreditbanken przy placu Norrmalmstorg w Sztokholmie od 23 sierpnia do 28 sierpnia 1973 roku napastnicy przetrzymywali zakładników w budynku, do którego nie mogła dostać się policja. Po złapaniu napastników i uwolnieniu przetrzymywanych przez nich osób, te ostatnie broniły przestępców pomimo sześciodniowego uwięzienia i żegnały się z napastnikami.
W czasie przesłuchań odmawiały współpracy z organami ścigania i nie chciały składać zeznań obciążających sprawców. Jeden z zakładników stał na stanowisku, że porywacze bronili zakładników przed policją. Inny założył fundację charytatywną, która miała na celu zebrać pieniądze na opłacenie adwokatów sprawców napadu.
Na podstawie owego wydarzenia w 2003 roku została zrealizowana szwedzko-norweska koprodukcja filmowa Norrmalmstorg.

## Pierwsze badania
Zachowanie zakładników po napadzie na Kreditbanken zaskoczyło opinię publiczną oraz środowiska naukowe. Pierwsze badania prowadzono w latach siedemdziesiątych. Definicję i opis zjawiska na potrzeby FBI i Scotland Yardu opracował psychiatra Frank Ochberg. Stał na stanowisku, że w sytuacji skrajnego stresu i zagrożenia życia ofiara czuje się bezradna jak dziecko, zaś wszelkie przejawy litości agresora traktuje jak dar, co powoduje uczucie wdzięczności, skutkujące sympatią do napastnika.
Konkluzje z badań Frank Ochberg zawarł w publikacji Understanding the victims of spousal abuse. Ponadto zagadnienie zostało omówione w publikacji Ochberga Post-traumatic therapy and victims of violence.

## Inne przypadki
Inne opisane przypadki syndromu sztokholmskiego dotyczą zakładników uprowadzonych samolotów oraz porwanych osób.

### Patty Hearst

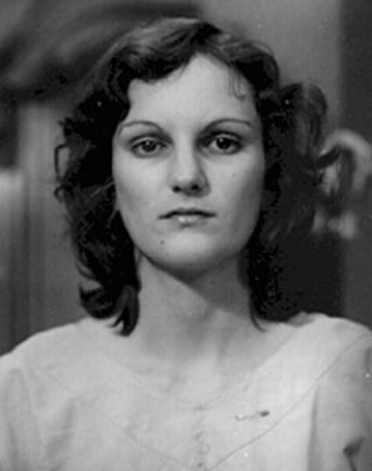
Patty Hearst w 1975 roku

Najbardziej znany przypadek dotyczy Patty Hearst, wnuczki amerykańskiego wydawcy Williama Randolpha Hearsta, która została uprowadzona 4 lutego 1974 roku przez wyznającą utopijne koncepcje socjalne grupę Symbionese Liberation Army. Porwana przyłączyła się do grupy i z bronią w ręku uczestniczyła m.in. w napadzie na bank w San Francisco.
Została aresztowana w 1975 roku i rok później skazana na 7 lat za współpracę z terrorystami, jednak zastosowano wobec niej prawo łaski i zmniejszono wyrok do dwóch lat. Ostatecznej amnestii dokonał Bill Clinton w finalnej serii amnestii prezydenckich, dokonanej przed złożeniem urzędu. Na podstawie jej historii w 1988 roku Paul Schrader wyreżyserował film Patty Hearst.

### Mary McElroy
Historia Mary McElroy wydarzyła się w 1933 roku i po latach została zakwalifikowana jako przypadek syndromu sztokholmskiego. 27 maja 1933 roku, w wieku 25 lat, została porwana przez czterech mężczyzn, którzy wtargnęli do jej domu. Zażądali okupu, zaś przetrzymywaną ofiarę przykuli kajdankami do ściany. Po 34 godzinach uwolnili porwaną, gdyż otrzymali od jej rodziny okup w wysokości 30 000 dolarów.
Mary broniła porywaczy, tłumaczyła ich zachowanie, oczekiwała od swojego ojca wpłynięcia na decyzje sądu i złagodzenia wymierzonej kary, odwiedzała ich w więzieniu. 20 stycznia 1940 roku popełniła samobójstwo. W zostawionym liście pożegnalnym pozytywnie wyrażała się o porywaczach, sugerując, iż byli jedynymi ludźmi na świecie, którzy nie uważali jej za głupią.

### Zakładnicy lotu 847

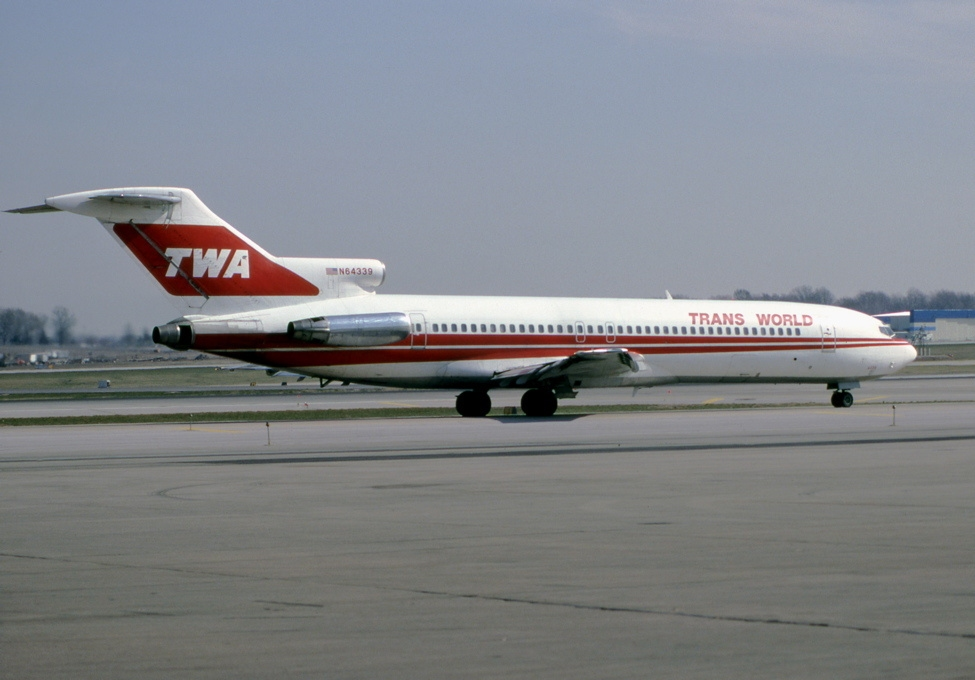
Boeing N64339 linii TWA, porwany w 1985 roku w Atenach

Syndrom sztokholmski zdiagnozowano u zakładników samolotu linii TWA, porwanego 14 czerwca 1985 roku przez organizację Hezbollah. Lot numer 847 kierował się z Kairu do San Diego, z kilkoma międzylądowaniami. Na pokładzie znajdowało się ponad stu pasażerów. Maszyna została porwana w Atenach, pilotów zmuszono do lądowania w Bejrucie. Jeden z zakładników został zastrzelony, resztę wypuszczano w kolejnych dniach, kiedy samolot kursował pomiędzy Bejrutem a Algierem.
Po siedemnastu dniach od porwania uwolniono ostatnich zakładników, którzy współczuli porywaczom i tłumaczyli ich zachowanie. Część ofiar wyrażała zrozumienie i poparcie dla ich roszczeń, inni sympatię dla porywaczy.

### Natascha Kampusch

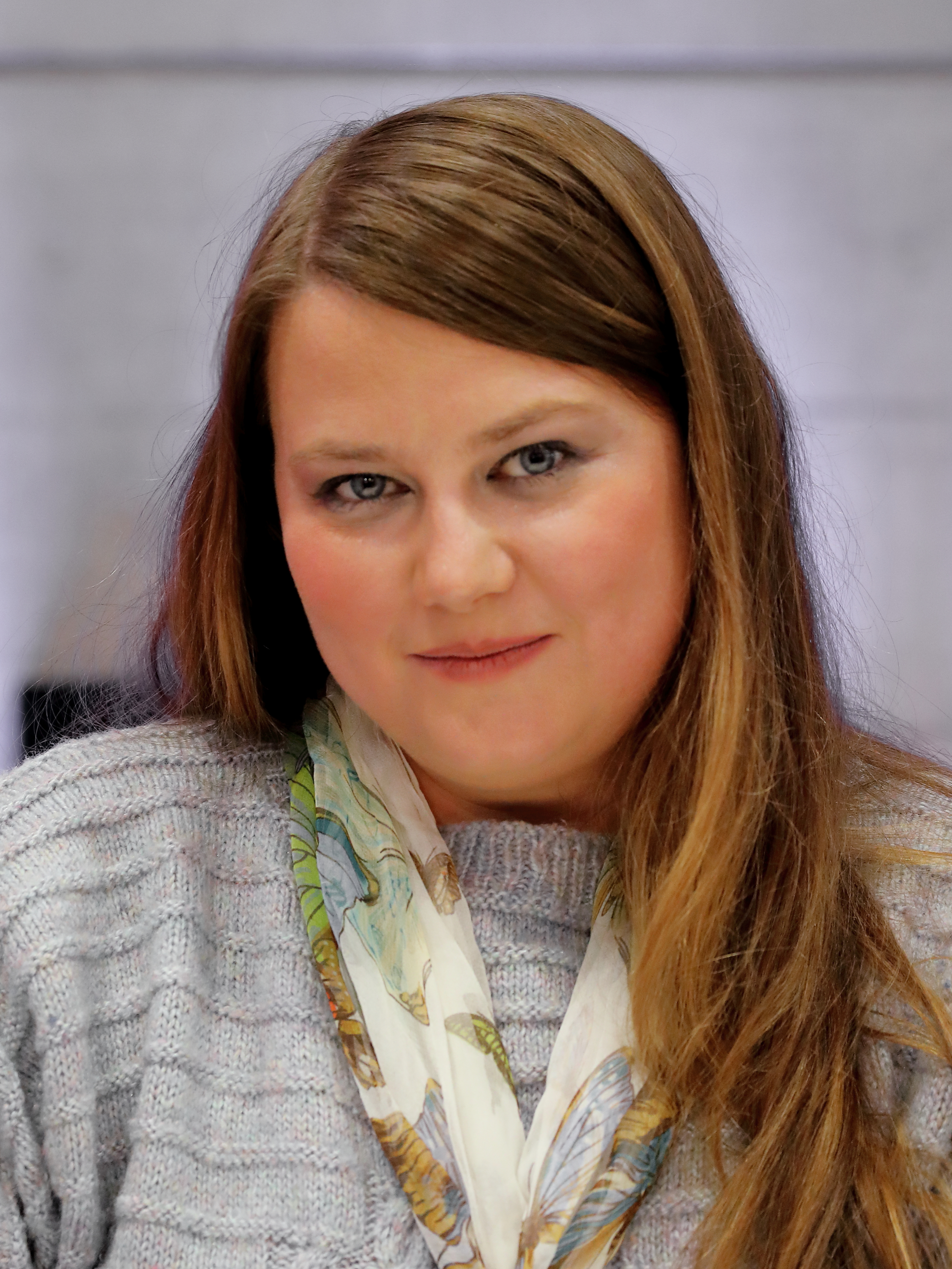
Natascha Kampusch w 2019 roku

Wśród szczególnych przypadków syndromu sztokholmskiego wielu psychologów wymienia Nataschę Kampusch. Porwana w wieku 10 lat była więziona, bita i poniżana przez kolejne 8 lat. Przyznaje jednak, że dążyła do nawiązania swoistego rodzaju relacji ze swoim oprawcą Wolfgangiem Priklopilem, gdyż była to jedyna osoba, z jaką miała kontakt przez osiem lat niewoli aż do 23 sierpnia 2006 roku, gdy udało się jej uciec. Zareagowała płaczem na wiadomość o śmierci swojego oprawcy.
Przypadek Kampusch, według niektórych psychologów, wykracza znacznie poza definicję syndromu sztokholmskiego i doradzają oni używanie terminu: syndrom Nataschy Kampusch. Oba te stany psychiczne cechują się emocjonalnym stosunkiem do oprawcy, co w przypadku Nataschy było jawne.
Natascha opisała swoją historię w książce pod tytułem 3096 dni. Na jej podstawie powstał film pod tym samym tytułem w reżyserii Sherry’ego Hormanna.

### Colleen Stan
W 1977 roku dwudziestoletnia Colleen Stan podróżowała autostopem ze stanu Oregon do Kalifornii. Została porwana przez Camerona Hookera i jego żonę Janice. Do 1984 roku była przetrzymywana w ich domu w Kalifornii.
Cameron wielokrotnie bił i gwałcił Colleen, zabraniał jej mycia się, karmił odpadkami. W niektóre dni przez 22 godziny na dobę zmuszał do przebywania w drewnianej skrzyni, podobnej do trumny, znęcał się fizycznie i psychicznie. Straszył śmiercią i wymusił podpisanie umowy, w której przyznała mu bycie „właścicielem” jej duszy i ciała.
Zachowanie Colleen Stan zostało zakwalifikowane jako przykład syndromu sztokholmskiego, gdyż miała wiele możliwości ucieczki od katującego ją porywacza. Pracowała w ogrodzie, pozwalano jej biegać na zewnątrz, kontaktowała się ze swoimi krewnymi telefonicznie i listownie, ale nigdy nie powiedziała, że została porwana. W 1980 roku wraz z Janice, żoną Camerona, udała się do pobliskiego baru i nie podjęła próby ucieczki. W 1981 roku porywacz zabrał ją w odwiedziny do rodzinnego domu. Nocowała w nim, nie poinformowała bliskich o sytuacji, w której się znajduje, nie poprosiła o pomoc, ale wróciła z Cameronem do miejsca, gdzie była więziona. Uprzednio powiedziała rodzicom, że porywacz jest jej chłopakiem. Uciekła po siedmiu latach zachęcona przez Janice, jednocześnie zapewniając, że nie zgłosi sprawy na policję.
Jej historia stała się inspiracją dla filmu Dziewczyna w skrzyni w reżyserii Stephena Kempa. Przypadek został wielokrotnie opisany w publikacjach naukowych z zakresu psychologii i kryminologii. W 2019 roku została wydana książka Colleen Stan: the simple gifts of life autorstwa Jima Greena.

## Rozszerzona definicja
W XXI wieku termin „syndrom sztokholmski” zaczął być używany w pracach naukowych z dziedziny psychologii i psychiatrii w szerszym znaczeniu niż relacja pomiędzy porywaczami i zakładnikami. Obecnie określenie stosuje się do opisania toksycznej więzi emocjonalnej i przywiązania emocjonalnego ofiary przemocy do sprawcy, połączonego z sympatią i bronieniem agresora. Syndrom może wytworzyć się pomiędzy:
- Maltretowanymi dziećmi i ich rodzicami lub opiekunami;
- Osobami uwikłanymi w agresywne relacje i sprawcami przemocy;
- Mobbingowanymi pracownikami i ich przełożonymi, stosującymi mobbing;
- Ofiarami i sprawcami przemocy domowej;
- Członkami i przywódcami sekt religijnych;
- Ofiarami molestowania seksualnego i sprawcami molestowania;
- Jeńcami wojennymi oraz wojskowymi, którzy ich schwytali.

## Przyczyny i mechanizm

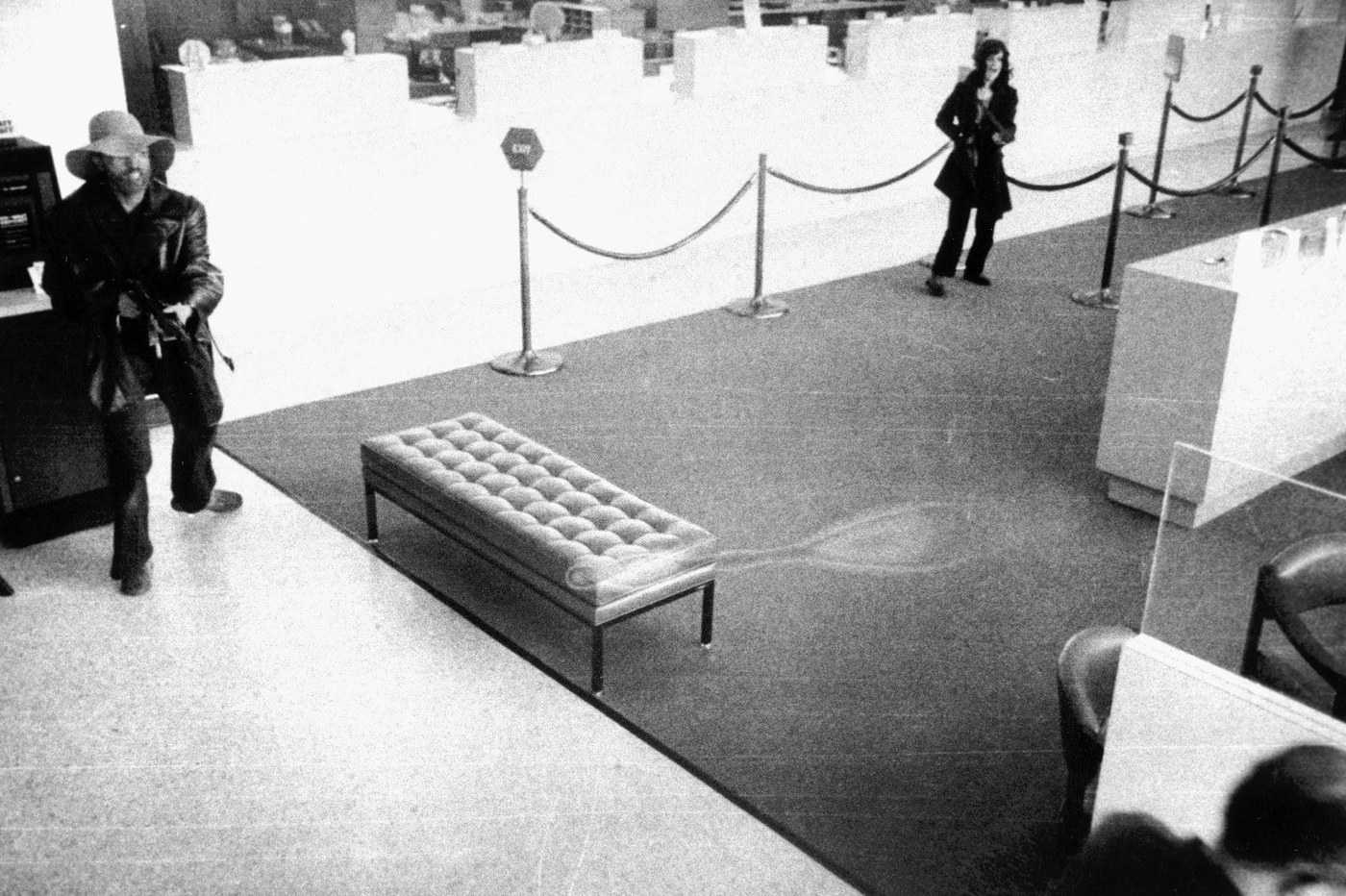
Patty Hearst napadająca na bank wspólnie ze swoimi porywaczami

Syndrom sztokholmski diagnozuje się w przypadku wystąpienia następujących symptomów:
- Ofiara żywi wobec sprawcy pozytywne uczucia, stara się zrozumieć przyczyny jego zachowania;
- Ofiara nie podejmuje działań, które mogłyby doprowadzić do uwolnienia i poprawy jej sytuacji, nie woła o pomoc, nie podejmuje próby ucieczki;
- Ofiara nie wini sprawcy lub wręcz stara się go usprawiedliwiać i bronić, nie chce współpracować z organami ścigania, nie chce, aby sprawca poniósł karę za swoje czyny;
- Ofiara jest sceptycznie lub wrogo nastawiona do osób, które chcą udzielić jej pomocy (rodziny, przyjaciół, policji);
- Ofiara uważa sprawcę za bliską osobę, przyjaciela lub wręcz wybawiciela i obrońcę.

Syndrom sztokholmski jest uważany za reakcję obronną ofiary, której bezpieczeństwo, zdrowie lub życie zależy wyłącznie od sprawcy przemocy. Tym samym uczy się odgadywać i spełniać jego potrzeby, aby zminimalizować ryzyko własnej krzywdy. Szacuje się, że syndrom dotyczy 5% osób, przetrzymywanych przez oprawcę. Wykształca się wówczas, gdy ofiara nie widzi wyjścia z sytuacji, nie rozważa ucieczki (lub nie ma takiej możliwości), jest zniewolona lub poniżana, koncentruje się na pozytywnych zachowaniach oprawcy i ma tendencję do ich wyolbrzymiania. Jednocześnie jej życie lub zdrowie jest zagrożone, a bezpieczeństwo uzależnione wyłącznie od agresora.
Wyróżnia się cztery etapy rozwoju syndromu sztokholmskiego:
1. Ofiara nie jest w stanie uwierzyć, że znajduje się w tak niebezpiecznej i strasznej sytuacji.
2. Ofiara uświadamia sobie swoje położenie.
3. Ofiara cierpi, boi się, przeżywa stres.
4. Ofiara zaczyna akceptować sytuację, w której się znalazła i zbliżać emocjonalnie do sprawcy.

W niektórych przypadkach ofiara przyjmuje poglądy oprawcy lub stara się do niego upodobnić. Powyższym mechanizmem tłumaczy się udział Patty Hearst w napadzie na bank, wspólnie z porywaczami (Hearst deklarowała, że przystąpiła do grupy Symbionese Liberation Army dobrowolnie).
Istotnym czynnikiem wpływającym na zacieśnienie więzi emocjonalnej pomiędzy agresorami a ich ofiarami jest izolacja. Jeden ze sprawców napadu na Kreditbanken wyjaśniał, że podczas sześciu dni przetrzymywania zakładników rozmawiał z nimi, aby mogli bliżej się poznać, gdyż nie miał innego zajęcia. Identyczna sytuacja wystąpiła pomiędzy porywaczami i pasażerami lotu 847. Ostatni wypuszczeni zakładnicy spędzili ze sprawcami porwania siedemnaście dni w izolacji, na pokładzie samolotu, do którego nie mógł dostać się nikt z zewnątrz. Podczas rozmów poznali porywaczy i motywy ich działania, które nie tylko przyjęli do wiadomości, ale również uznali za słuszne.